# Simonide préservé par les Dieux
Simonide préservé par les Dieux est la quatorzième fable du livre I de Jean de La Fontaine situé dans le premier recueil des Fables de La Fontaine, édité pour la première fois en 1668.

## Texte de la fable
On ne peut trop louer trois sortes de personnes :
Les dieux, sa maîtresse, et son roi.
Malherbe le disait ; j'y souscris quant à moi :
Ce sont maximes toujours bonnes.
La louange chatouille et gagne les esprits ;
Les faveurs d'une belle en sont souvent le prix.
Voyons comme les dieux l'ont quelquefois payée.
Simonide avait entrepris
L'éloge d'un athlète, et, la chose essayée,
Il trouva son sujet plein de récits tout nus.
Les parents de l'athlète étaient gens inconnus,
Son père, un bon Bourgeois, lui sans autre mérite :
Matière infertile et petite.
Le Poète d'abord parla de son Héros.
Après en avoir dit ce qu'il en pouvait dire,
Il se jette à côté, se met sur le propos
De Castor et Pollux, ne manque pas d'écrire
Que leur exemple était aux lutteurs glorieux,
Élève leurs combats, spécifiant les lieux
Où ces frères s'étaient signalés davantage.
Enfin l'éloge de ces Dieux
Faisait les deux tiers de l'ouvrage.
L'Athlète avait promis d'en payer un talent ;
Mais quand il le vit, le galand
N'en donna que le tiers, et dit fort franchement
Que Castor et Pollux acquitassent le reste.
Faites-vous contenter par ce couple céleste.
Je vous veux traiter cependant :
Venez souper chez moi, nous ferons bonne vie.
Les conviés sont gens choisis,
Mes parents, mes meilleurs amis. Soyez donc de la compagnie.
Simonide promit. Peut-être qu'il eut peur
De perdre, outre son dû, le gré de sa louange.
Il vient, l'on festine, l'on mange.
Chacun étant en belle humeur,
Un domestique accourt, l'avertit qu'à la porte
Deux hommes demandaient à le voir promptement.
Il sort de table, et la cohorte
N'en perd pas un seul coup de dent.
Ces deux hommes étaient les gémeaux de l'éloge.
Tous deux lui rendent grâce ; et pour prix de ses vers,
Ils l'avertissent qu'il déloge,
Et que cette maison va tomber à l'envers.
La prédiction en fut vraie ;
Un pilier manque ; et le plafonds,
Ne trouvant plus rien qui l'étaie,
Tombe sur le festin, brise plats et flacons,
N'en fait pas moins aux Echansons.
Ce ne fut pas le pis ; car, pour rendre complète
La vengeance due au Poète,
Une poutre cassa les jambes à l'Athlète,
Et renvoya les conviés
Pour la plupart estropiés.
La renommée eut soin de publier l'affaire.
Chacun cria miracle. On doubla le salaire
Que méritaient les vers d'un homme aimé des Dieux.
Il n'était fils de bonne mère
Qui, les payant à qui mieux mieux,
Pour ses ancêtres n'en fit faire.
Je reviens à mon texte et dis premièrement
Qu'on ne saurait manquer de louer largement
Les Dieux et leurs pareils; de plus, que Melpomène
Souvent sans déroger trafique de sa peine ;
Enfin qu'on doit tenir notre art en quelque prix.
Les grands se font honneur dès lors qu'ils nous font grâce :
Jadis l'Olympe et le Parnasse
Etaient frères et bons amis.